# Myeongji-dong
Myeongji-dong (koreanska: 명지동) är en stadsdel i staden Busan i den sydöstra delen av Sydkorea, 300 km sydost om huvudstaden Seoul. Den ligger på västra sidan av floden Nakdong i stadsdistriktet Gangseo-gu.

## Indelning
Administrativt är Myeongji-dong indelat i:
| Namn    | Namn                | Yta km² | Invånare 31 dec 2018 |
| ------- | ------------------- | ------- | -------------------- |
| 명지1동 | Myeongji 1(il)-dong | 12,40   | 51 189               |
| 명지2동 | Myeongji 2(i)-dong  | 3,25    | 30 311               |